# Håkan Juholt
Håkan Juholt (ur. 16 września 1962 w Oskarshamn) – szwedzki polityk, dziennikarz i działacz partyjny, w latach 2011–2012 przewodniczący Szwedzkiej Socjaldemokratycznej Partii Robotniczej.

## Życiorys
Po ukończeniu szkoły średniej w 1980 został zatrudniony jako fotograf i dziennikarz czasopisma „Östra Småland”. Zaangażował się w działalność polityczną w ramach socjaldemokratów – w latach 1984–1990 był członkiem zarządu jej organizacji młodzieżowej SSU.
W 1994 po raz pierwszy wybrany na posła do Riksdagu w wybrany w okręgu wyborczym Kalmar, reelekcję uzyskiwał w 1998, 2002, 2006, 2010 i 2014. W 2005 stanął na czele regionalnych struktur partii, a w marcu 2011 zastąpił Monę Sahlin na funkcji przewodniczącego socjaldemokratów. Zrezygnował z tego stanowiska po niespełna 10 miesiącach urzędowania w styczniu 2012.
We wrześniu 2016 zrezygnował z mandatu poselskiego. W styczniu 2017 ogłoszono jego nominację na stanowisko ambasadora Szwecji w Islandii.